# Ernst zum Compaß

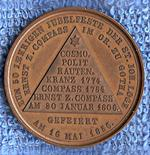
Bijou von 1856 vorn

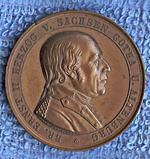
Bijou von 1856 hinten

Ernst zum Compaß war der Name einer Freimaurerloge in Gotha, die von 1806 bis 1934 bestand. 

## Vorgeschichte
Die Bewegung der Freimaurer bestand im Herzogtum Sachsen-Gotha-Altenburg seit den frühen 1740er Jahren und mündete zunächst im Dezember 1741 in die Gründung der Loge "Aux trois Boussoles" ("Zu den drei Kompassen") in Meiningen, die ihre Tätigkeit aber bereits 1743 nach dem Tod des Herzogs wieder einstellte. Auch in Gotha mag 1741/42 vorübergehend eine Loge bestanden haben, die ebenso wie die Meininger Loge auf eine Logensitzung auf Schloss Molsdorf vom 14. bis 16. September zurückgeführt werden kann, bei der neben dem Meininger Herzog Karl Friedrich auch mehrere gothaische Hofbeamte aufgenommen wurden. Am 25. Juli 1774 wurde auf Initiative des Hofschauspielers Conrad Ekhof und des Theaterprinzipals Abel Seyler sowie Vertretern des Gothaer Bürgertums die Johannisloge „Cosmopolit“ gegründet und Ekhof zu ihrem ersten "Meister vom Stuhl" gewählt. Nach dem Beitritt von Herzog Ernst II. von Sachsen-Gotha-Altenburg und dessen Bruder Prinz August nahm die Loge am 23. September 1774 den Namen '"Zum Rautenkranz" an, entwickelte sich zum Mittelpunkt des geistig-kulturellen Lebens der Stadt und trug zur Verbreitung der Ideen der Aufklärung und des Philanthropismus bei. Im sozialen Bereich stifteten die Mitglieder 1776 ein „Institut zur Beförderung der Blattern-Inokulation“ und gründeten später eine Leih- und Hilfskasse zur Unterstützung verarmter Gewerbetreibender. Als die Loge mit der "Großen Landesloge der Freimaurer von Deutschland in Berlin" in Differenzen geriet, trennte sie sich von ihr und trat am 10. Dezember 1784 unter dem Namen "Zum Kompaß" dem "Eklektischen Bunde" bei. 1790 verließ sie auch diesen. Aus politischen Gründen stellte sie auf Wunsch Ernst II. (Sachsen-Gotha-Altenburg) am 11. Dezember 1793 ihre Arbeiten ganz ein und löste sich am 29. Mai 1801 formell ganz auf.

## Die Loge "Ernst zum Compaß"

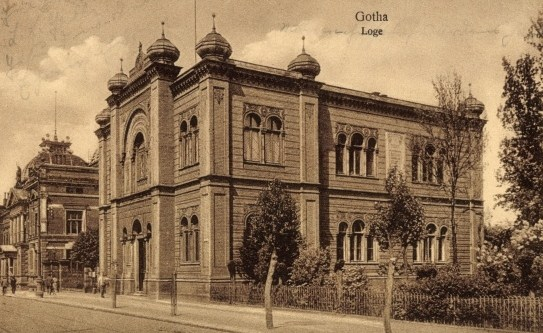
Logenhaus Gotha vor der Zerstörung

Am 30. Januar 1806, wurde die Gothaer Freimaurerloge als Loge „Ernst zum Compaß“ wiedergegründet, nunmehr als Tochter der Großen National-Mutterloge „Zu den drei Weltkugeln“ in Berlin. Sie hatte im gesellschaftlichen Leben der Stadt eine große Bedeutung. Am 16. Mai 1856 konnte das 50-jährige Gründungsjubiläum der Loge gefeiert werden. 
Das 75-jährige Jubiläum wurde am 30. Januar 1881 im Gothaer Schloss unter dem Vorsitz von Herzogs Ernst II. von Sachsen-Coburg und Gotha gefeiert. Mit dessen Förderung wurde im gleichen Jahr am damaligen Karolinenplatz ein neues Logenhaus im orientalisierenden Stil erbaut und bereits am 3. September 1882 eingeweiht. 
1934 wurde die Loge durch die Nationalsozialisten geschlossen und das Logengebäude wurde 1937 abgerissen. Stattdessen wurde ein Filmtheater errichtet, das nach der Zerstörung des Gothaer Theaters 1945 zu Beginn der 1950er Jahre zum Kulturhaus umgebaut wurde.

## Bekannte Mitglieder
- Conrad Ekhof (1720–1778)
- Abel Seyler (1730–1800/1801)
- Christian Gotthilf Salzmann (1744–1811)
- Ernst II. (Sachsen-Gotha-Altenburg) (1745–1804)
- August von Sachsen-Gotha-Altenburg (1747–1806)
- Rudolph Zacharias Becker (1752–1822)
- Johann Friedrich Hennicke (1764–1848)
- Friedrich Heinrich Himmel (1765–1814), möglicherweise nur 1807 als Gast
- Friedrich von Schlichtegroll (1765–1822)
- Karl Gottlieb Bretschneider (1776–1848)
- Louis Spohr (1784–1859)
- Ernst II. (Sachsen-Coburg und Gotha) (1818–1893)